# Broderier
Broderier (fransk titel: Brodeuses) är en fransk film från 2004 av Éléonore Faucher.

## Handling
Den 17-åriga flickan Claire har en särskild talang för broderi. När hon råkar bli gravid söker hon arbete hos Madame Melikian, en kvinna i byn som broderar för de stora modeskaparna. Hon döljer sin graviditet för sin omgivning så gott hon kan och tänker föda anonymt för att sedan lämna bort barnet. Madame Melikian har nyss förlorat sin son i en motorcykelolycka. De båda kvinnornas vänskap växer fram i takt med broderierna.

## Rollista (i urval)
- Lola Naymark – Claire
- Ariane Ascaride – Madame Mélikian
- Jackie Berroyer – M. Lescuyer (as Jacky Berroyer)
- Thomas Laroppe – Guillaume
- Marie Félix – Lucile
- Anne Canovas – Mme Lescuyer
- Marina Tomé – La gynécologue
- Elisabeth Commelin – Mme Moutiers